# AKG 1–20
Die Straßenbahnwagen mit den Nummern AKG 1–20 waren zweiachsige Triebwagen der Straßenbahn Aachen, die zwischen 1927 und 1962 eingesetzt wurden. Hersteller der 20 an die Aachener Kleinbahn-Gesellschaft (AKG) gelieferten Triebwagen war die Waggonfabrik Talbot.

## Geschichte
Mitte der 1920er Jahre benötigte die AKG neue Triebwagen, nachdem ihre ältesten Fahrzeuge inzwischen über 30 Jahre alt, technisch überholt und erneuerungsbedürftig waren. Zudem musste die AKG auf die wirtschaftliche Erholung in diesen Jahren und den daraus resultierenden Nachfragezuwachs reagieren. 1925 hatte die AKG bereits 30 Triebwagen von Talbot erhalten, die jedoch in ihrer Konzeption noch den letzten Fahrzeugbeschaffungen aus der Zeit vor dem Ersten Weltkrieg entsprachen. Sie gab daher bei Talbot die Entwicklung und den Bau einer neuen Fahrzeuggeneration in Auftrag. Technisch waren die Fahrzeuge weiterhin herkömmliche zweiachsige Trieb- und Beiwagen, sie brachten jedoch hinsichtlich der Fahrkomforts deutliche Verbesserungen. Entsprechend den unterschiedlichen Anforderungen des Stadt- und Landnetzes lieferte Talbot je 20 Triebwagen für beide Netze, ergänzt um 11 Beiwagen. Ähnliche Fahrzeuge lieferte Talbot auch an die Straßenbahn Mönchengladbach, die Straßenbahn Rheydt und die Vereinigte Städtebahn (VSB) zwischen Mönchengladbach und Viersen.
Für das Stadtnetz vorgesehen wurden die 20 im Jahr 1926 gelieferten Triebwagen, die die Nummern 1 bis 20 in Zweitbesetzung erhielten. Wesentlicher Unterschied zu den Triebwagen 21 bis 40 für das Landnetz war eine etwas geringere Fahrzeuglänge, deutlich erkennbar an drei statt vier Seitenfenstern. Auch der Radstand war mit 2,8 m im Vergleich mit 3 m bei der Überlandvariante etwas kürzer. Die Fahrzeuge wurden in Aachen im Betriebshof Scheibenstraße stationiert und bedienten von dort vor allem Linien des Stadtnetzes. 
1942 ging die AKG in der Aachener Straßenbahn und Energieversorgungs-AG (ASEAG) auf, die für ihren Fuhrpark ein neues Nummernschema einführte. Die Triebwagen 1 bis 20 erhielten die neuen Nummern 2601 bis 2620. Nach Kriegsende waren lediglich noch 14 der Triebwagen im Bestand der ASEAG, die Triebwagen 2606, 2608, 2609, 2612, 2613 und 2617 mussten als Kriegsverluste abgeschrieben werden. Von vier dieser Triebwagen konnten noch die Fahrgestelle für den Bau von Beiwagen verwendet werden, Talbot lieferte dafür 1955 die Aufbauten für vier Beiwagen vom Typ Verbandstyp II. Das Einsatzgebiet der verbliebenen Triebwagen änderte sich nicht, sie bedienten weiterhin vor allem Linien im Stadtnetz. Zu ihren Einsatzgebieten zählten unter anderem die Linie 2 ins Frankenberger Viertel, die Linien 3/13 nach Burtscheid und Bismarckturm sowie zuletzt die Ringlinie R. Bis 1956 bedienten sie auch die Linien 4/14, bevor sie dort durch die Maximum-Triebwagen der Serien 6209–6218 und 6219–6228 abgelöst wurden. Mit der Einstellung der meisten innerstädtischen Strecken in den Jahren von 1958 bis 1962 waren die Triebwagen nicht mehr nötig und wurden bis 1962 ausgemustert. Drei Triebwagen wurden als Arbeitswagen umgerüstet und noch einige Jahre eingesetzt, alle anderen Fahrzeuge wurden bald nach ihrer Abstellung verschrottet.
Der als Rüstwagen mit der Nummer TRü 2 eingesetzte ehemalige Triebwagen 2603 blieb bis 1972 im Dienst. Zunächst wurde er von der Interessengemeinschaft Historischer Schienenverkehr e. V. (IHS), dem Betreiberverein der Selfkantbahn, übernommen, kam aber bereits 1976 in das Fahrzeugmuseum Marxzell. 1986 kehrte das Fahrzeug zurück nach Aachen, wo es aufgearbeitet und in den ursprünglichen Zustand zurückversetzt wurde. Seit 1995 steht der Triebwagen im Musée des Transports en commun du Pays de Liège, dem Verkehrsmuseum von Lüttich.

## Technik
Die Fahrzeuge waren technisch als herkömmliche Zweiachser ausgeführt, wiesen jedoch einige Merkmale auf, die bislang im Fahrzeugpark der AKG nicht vorhanden gewesen waren. Sie besaßen ein mit Blattfedern doppelt abgefedertes Fahrgestell mit Längsträgern aus Blech, die über Knotenbleche und Winkeleisen zu einem stabilen Rahmen verbunden worden waren. Auf dem Fahrgestell befand sich ein Holzrahmen, auf den wiederum ein Aufbau aus Stahl montiert war. Die Fahrzeuge erhielten Rollenlager und Nockenfahrschalter, statt der bislang üblichen Lyrabügel kamen Scherenstromabnehmer zum Einsatz. Die Plattformen erhielten erstmals Schiebetüren statt der bislang üblichen Klapptüren und waren mit Glasschiebetüren vom Fahrgastraum getrennt. Im Mittelteil waren 12 Sitze in Abteilanordnung im Sitzteiler 2:1 angebracht, zu den Plattformtüren hin befanden sich jeweils zwei Längssitze. Unter den Fenstern waren kleine Tischchen montiert, die Sitze waren ledergepolstert. Das gewölbte Tonnendach erstreckte sich wie bereits bei den Vorgängerserien nicht über die Plattformen, dort war die Entlüftung untergebracht. Über den drei Stirnfenstern war eine Zielanzeige in das Dach integriert, auf dem Dach eine Halterung für die Liniennummern montiert. Wie die meisten Aachener Triebwagen wurden die Fahrzeuge in den 1930er Jahren mit der Aachener Nutzbremse ausgerüstet. Hierfür war Marcel Cremer-Chapé, dem Direktor der AKG, am 4. März 1932 ein entsprechendes Patent erteilt worden, die Fahrzeuge erzielten damit eine Energieeinsparung um bis zu 28 Prozent.